# Presečno
 Ovo je glavno značenje pojma Presečno. Za druga značenja pogledajte Presečno (razdvojba).
Presečno je omaleno selo na izlazu iz Novog Marofa, prelaskom rijeke Bednje u smjeru Varaždina. Administrativno pripada gradu Novom Marofu (Varaždinska županija). Prema popisu stanovništva iz 2001. ima 897 stanovnika.
Obiluje šumama te vinogradima. U selu se nalazi Crkve Sv. Florijana (i kapela Sebastijana) na Golom bregu te groblje.
Na Golom bregu mještani su uredili šetalište. Šetalište Goli breg proteže se dužinom cijelog brijega a osim klupa za sjedenje izgrađena je i sjenica, klackalice, njihaljke za djecu te posađeno cvijeće. Pogled s Golog brijega pruža se na brežuljke, vinograde i oranice.
Presečno spada u rimokatoličku župu Oštrice. 
U Presečnu postoji malonogometna ekipa ŠRD "Dragovoljac".

## Stanovništvo
| broj stanovnika | 318   | 386   | 401   | 456   | 531   | 556   | 606   | 675   | 832   | 783   | 833   | 898   | 886   | 912   | 897   | 893   | 793   |
|                 | 1857. | 1869. | 1880. | 1890. | 1900. | 1910. | 1921. | 1931. | 1948. | 1953. | 1961. | 1971. | 1981. | 1991. | 2001. | 2011. | 2021. |

## Poznate osobe
- Matej Meštrić